# Waka Flocka Flame
Juaquin James Malphurs (nascut el 31 de maig de 1986), més conegut pel seu nom artístic Waka Flocka Flame, o simplement Waka Flocka, és un raper d'Atlanta, Geòrgia. Signant a 1017 del gran grup del totxo i Warner Bros Records el 2009, va esdevenir un artista del corrent principal amb el llançament dels seus senzills "O anem a fer-ho", "dur dona a la pintura" i "sense mans", l'últim dels quals va aconseguir el lloc número 13 en el Billboard Hot 100. el seu nord-americana àlbum debut Flockaveli, va ser llançat a la fi de 2010. el seu segon àlbum d'estudi Triple F vida: amics, fans i la família va ser posat en llibertat el 8 de juny de 2012 i va ser precedit per la Ronda primer senzill "Round of Applause".

## Joventut
Malphurs va néixer al sud de Jamaica, Queens, Nova York. La seva família finalment es va establir a Riverdale, Geòrgia. La seva mare, Debra Antney, és l'antic gerent del raper Gucci Mane i el CEO de So Icey/Mizay Entertainment. El nom "Waka" li va donar el seu cosí, després de l'eslògan del personatge dels "Muppets Fozzie Bear", "Wocka Wocka". El nom "Flocka Flame" li va donar Gucci Mane, a qui coneix des dels 19 anys.

## Carrera
2009–2010 Flockaveli

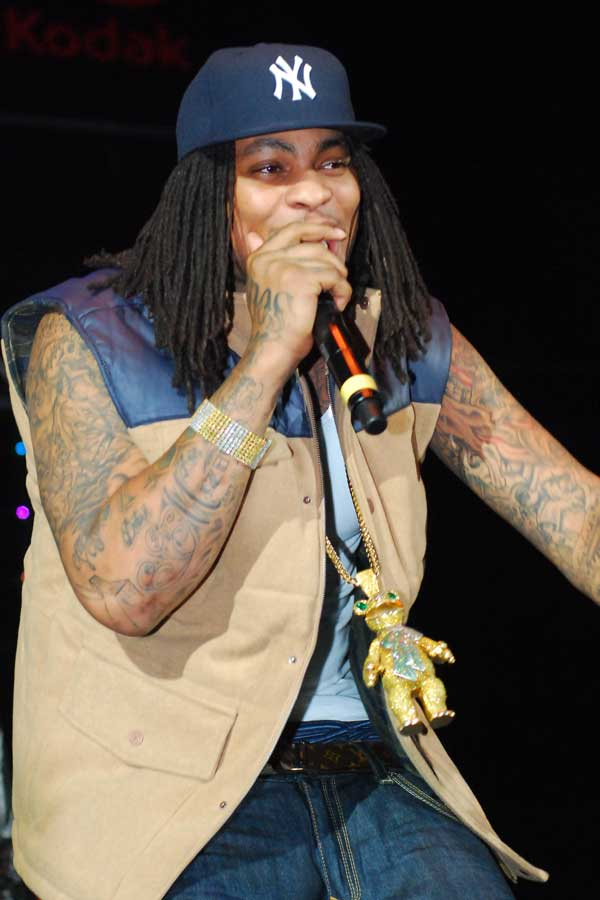
Waka Flocka el 2010

Waka Flocka va arribar a la fama amb el seu gran senzill "O Let's Do It" el 2009, que va assolir el número 62 al Billboard Hot 100 dels Estats Units. Waka Flocka és membre de 1017 Brick Squad amb Gucci Mane, OJ Da Juiceman, Frenchie i Wooh Da Kid. El 19 de gener de 2010, Malphurs va rebre un tret i un robatori en un rentat de cotxes a Atlanta. La bala li va passar pel braç dret. El seu àlbum debut, Flockaveli, va ser llançat l'1 d'octubre de 2010. L'àlbum va debutar al número sis del Billboard 200 dels Estats Units. L'àlbum es va inspirar en Tupac Shakur, el seu nom artístic final i pseudònim abans de la seva mort era Makaveli. Va ser nomenat el vuitè MC més popular del 2010 per MTV.
Gucci Mane va acomiadar la mare de Waka Flocka com a gerent. Inicialment no hi va haver animadversió entre els dos rapers a causa d'aquest esdeveniment. En una entrevista de MTV, tant ell com Waka Flocka van afirmar que la seva relació estava, en aquell moment, en bon estat tot i que ja no es parlaven entre ells. A principis de setembre, Gucci Mane va ser vist a la festa d'escolta Flockaveli de Flocka donant suport a l'artista.
2011–2012Ferrari Boyz & Triple F Life: amics, fans i família
El 2011, Waka Flocka va posar una foto nu però no reveladora per a PETA, per boicotejar matar animals i portar pell. La imatge diu "tinta no visó". Waka Flocka va llançar diversos mixtapes el 2011, incloent Salute Me o Shoot Me 3, Benjamin Flocka i el seu darrer Twin Towers 2 (No Fly Zone) amb el seu company raper Slim Dunkin. El 9 d'agost de 2011 es va publicar el seu àlbum col·laboratiu amb Gucci Mane, titulat Ferrari Boyz. El primer senzill va ser "She Be Puttin On", amb l'ara difunt Slim Dunkin, que va ser assassinat d'un tret en un estudi de gravació d'Atlanta mentre gravava un vídeo musical.
"Round of Applause", amb el raper canadenc Drake, va ser llançat el 14 d'octubre de 2011 com el primer senzill del seu segon àlbum d'estudi, Triple F Life: Friends, Fans & Family. Va ser produït pel col·laborador freqüent, Lex Luger. L'àlbum en si va ser llançat el 8 de juny de 2012.
2013-present, Flockaveli 2

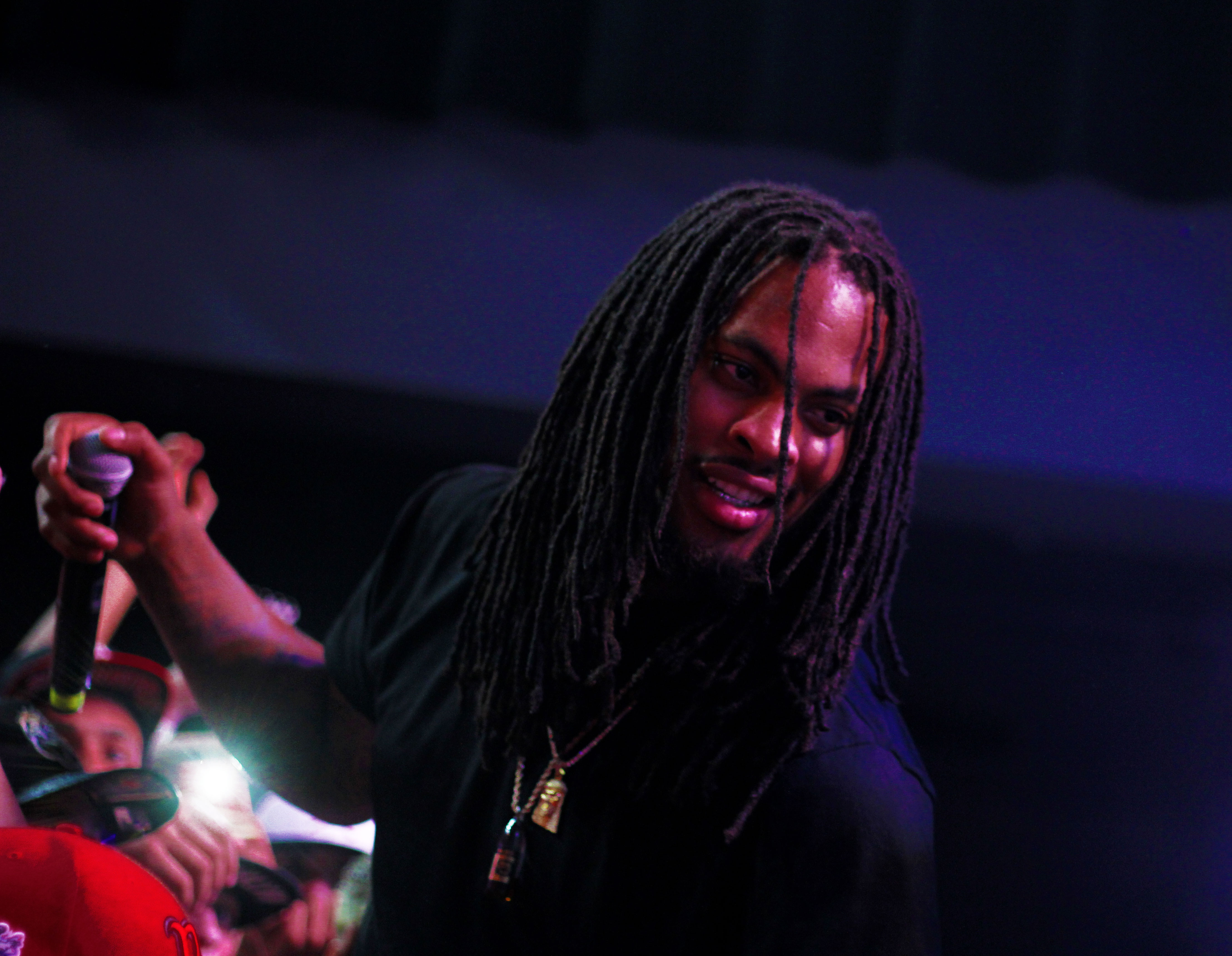
Waka Flocka Flame el 2014

El 22 de gener de 2013, Waka Flocka va anunciar que havia completat el seu tercer àlbum d'estudi, titulat Flockaveli 2, amb aparicions convidades de Timbaland i Wyclef Jean. El 21 de maig de 2013 va donar una data d'estrena el 5 d'octubre de 2013; al juny va donar una nova data de gener de 2014. El juliol de 2014 va nomenar els productors de l'àlbum; al novembre es va publicar la portada. El gener de 2020 va anunciar que llançaria el seu últim àlbum aquell any; Flockaveli 2 no es va publicar el 2020.
Al febrer de 2013 va llançar DuFlocka Rant 2, un mixtape amb aparicions convidades de Gucci Mane, Lil Wayne, French Montana, Ace Hood i Young Scooter. Al maig va seguir una seqüela, DuFlocka Rant: Halftime Show, amb el raper del sud T.I. A l'octubre va llançar un tercer mixtape, From Roaches to Rollies.
El 2014 va llançar dos mixtaps, Re-Up in March i I Can't Rap Vol. 1 al juliol. També al juliol va anunciar un nou àlbum d'EDM, Turn Up God, que es publicarà a finals d'any; no ho va ser.
El 2014, Waka Flocka va aparèixer a la tercera temporada del programa VH1 Love & Hip Hop: Atlanta. L'espectacle segueix vagament els esdeveniments de la vida de Waka Flocka i la seva dona, Tammy Rivera.
El 2 de març de 2015, Waka Flocka va llançar un mixtape de col·laboració amb DJ Whoo Kid titulat The Turn Up Godz Tour, amb aparicions convidades de Future, Howard Stern, Machine Gun Kelly, Offset, Cash Out, Bobby V, Gucci Mane, Tony Yayo, i Watch The Duck. L'1 d'abril de 2015, Waka Flocka va llançar el mixtape Salute Me Or Shoot Me 5, amb aparicions convidades de Future, Yo Gotti i Juvenile. Waka Flock va llançar un altre mixtape, titulat Flockaveli 1.5, el 25 de novembre de 2015.
L'abril de 2015 Waka Flocka va fer una campanya de col·laboració amb la revista Rolling Stone en la qual va simular presentar-se a la presidència. Tot i que era 7 anys massa jove per ser considerat president, la campanya, dirigida per Sam Lipman Stern de "Live from the Streets", es va fer viral i va ser recollida per desenes de mitjans com CNN, The Times, Washington Post i molts més.

## Qüestions legals
El 3 de gener de 2011, Waka Flocka es va lliurar a les autoritats d'Atlanta després d'una incursió anterior a casa seva. Va ser denunciat per possessió de marihuana, hidrocodona, possessió d'una arma de foc per un delinqüent condemnat i violació de la llibertat condicional per conduir amb una llicència suspesa. El 5 de gener de 2011, va ser posat en llibertat després de pagar una fiança.
El 10 d'octubre de 2014, Waka Flocka va ser arrestat a l'aeroport internacional Hartsfield-Jackson d'Atlanta quan una exploració de seguretat va trobar una pistola carregada al seu equipatge. Va ser alliberat dues hores més tard.

## Polèmica
El 15 de març de 2013, Gucci Mane va anunciar que el col·laborador freqüent i amic íntim Waka Flocka Flame el 2017 havía "caigut" de "Brick Squad Records". Els dos rapers van procedir a llançar insults d'anada i tornada a Twitter. Tot i que es va informar que el compte de Twitter de Gucci va ser piratejat, Waka va declarar:
| « | "No deixeu que els mitjans us enganyin. Aquesta merda de Shawty es real." | » |

El 27 de març de 2013, durant una entrevista a MTV Jams amb Sway Calloway, Waka va explicar que ell mai més faria música ni negocis amb Gucci. Cap dels rapers ha explicat d'on va sorgir la polèmica. Waka va afirmar:
| « | "Suposo que tots dos estem a la meta i només anem per les nostres pròpies rutes. Això és tot el que puc dir. Quina és la raó? De vegades no és del vostre fotut problema quin és el motiu.Només entengueu que dos homes van anar pel seu propi camí, però no hi ha cap problema." | » |

A l'octubre de 2013, Waka Flocka va llançar una cançó cap a Gucci Mane titulada "Ice Cream".
El 19 de novembre de 2013, es va revelar que Gucci Mane havia presentat una demanda contra Waka Flocka Flame, la mare de Waka, Debra Antney, OJ Da Juiceman, el raper Khia Stone i el productor Zaytoven. La demanda acusa les parts de frau, extorsió i incompliment de contracte. Segons Gucci Mane, la mare de Waka, Antney, va prendre el control de la seva "1017 Brick Squad Records, LLC.", sense permís, i la va utilitzar per crear tres segells diferents. Gucci també va acusar les parts en la demanda de retenir els drets d'autor i d'inflar el cost de les despeses d'etiquetes. En la seva demanda, Gucci Mane també diu que Antney va cobrar més del normal 20 per cent de la quota de gestió. Gucci Mane també al·lega que les accions d'Antney el van portar a tenir problemes amb diners i impostos.
Waka Flocka Flame va publicar un tuit el 20 de setembre de 2014 al seu compte de Twitter verificat que incloïa una foto antiga d'ell mateix i de Gucci Mane amb el subtítol "… #NoBeef ", confirmant que tots dos havien enterrat el destral.
En una entrevista de la BBC Radio del febrer de 2017, Waka Flocka va abordar la seva relació amb Gucci Mane, qüestionant la credibilitat al carrer del seu antic mentor i descartant la possibilitat d'una reunió de Brick Squad. Diversos dies després, Waka va llançar "Was My Dawg", una cançó dirigida a Gucci Mane, amb una portada amb la silueta de l'altre raper.

## Altres empreses
Campanya presidencial
L'abril de 2015, Malphurs va anunciar que es presentava a la presidència, malgrat que no tenia l'edat de 35 anys requerida per la Constitució, ja que només en tenia 30 en el moment de les eleccions presidencials dels Estats Units de 2016. La seva plataforma incloïa legalitzar la marihuana, augmentar el salari mínim per hora a 15 dòlars i crear millors oportunitats comercials per als estudiants de l'escola. Les seves altres propostes incloïen prohibir els gossos als restaurants i fer il·legal que les persones amb sabates de talla superior a 13 caminin pel carrer. També semblava menysprear el Congrés i tenia una postura contra la guerra. L'antic lluitador professional Ric Flair va ser el seu company de fórmula.

## Vida personal

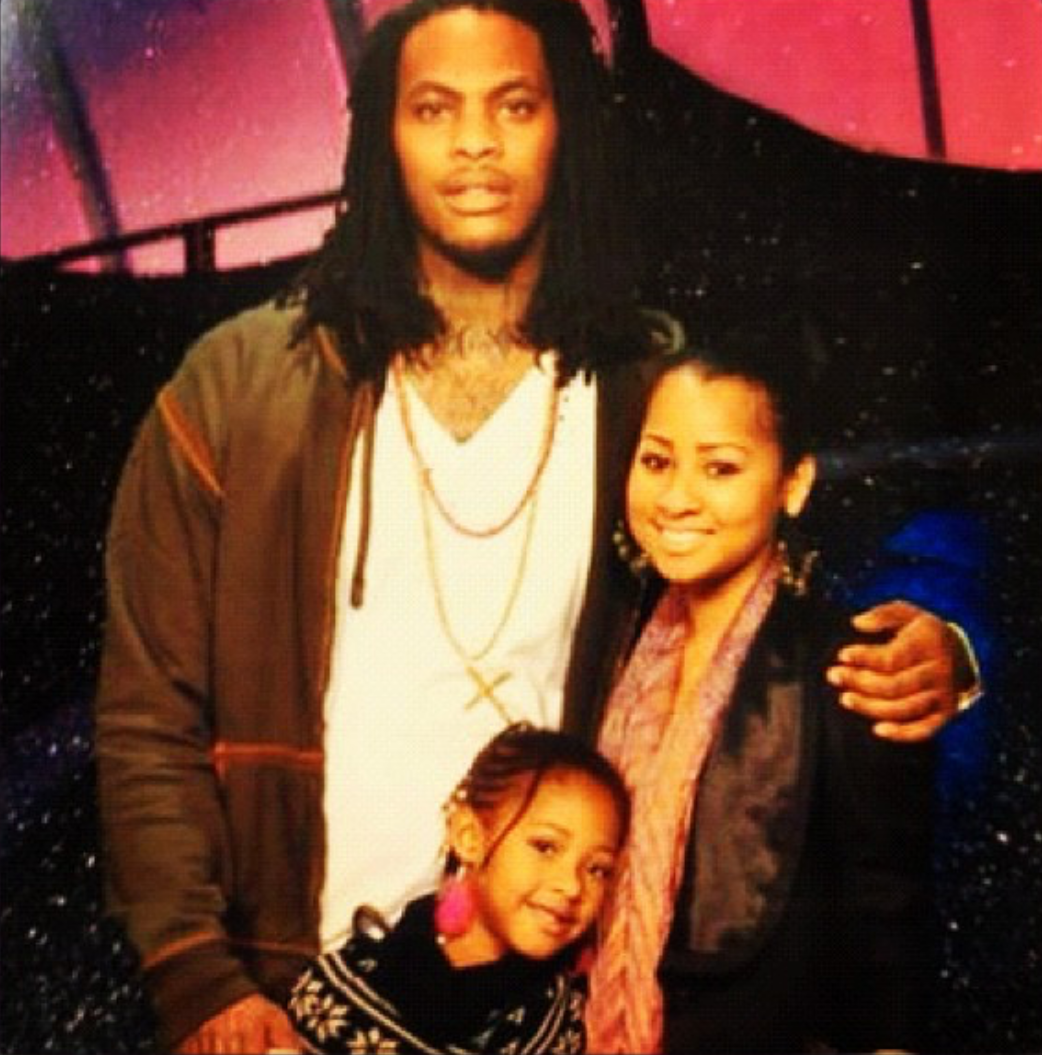
Waka Flocka amb la seva dona Tammy Rivera i la seva filla Charlie

Waka Flocka és d'ascendència afroamericana, nativa americana, europea (inclosa la italiana) i dominicana.

El desembre de 2013, el germà petit de Waka Flocka i company de raper KayO Redd es va suïcidar a casa seva al comtat d'Henry, Geòrgia. El 24 de gener de 2014, durant una entrevista, Waka Flocka va parlar de la mort del seu germà:
| « | <Després d'aquesta situació, em vaig desintoxicar durant set dies. Vaig canviar la meva dieta. Em vaig convertir en un 85% vegà. Simplement sentia que m'havia de netejar... Ja he passat per això abans, així que per a mi això és força de voluntat perquè si m'assec allà i em paro, moltes coses podrien anar malament. Aquell noi tenia molta tensió. Hi ha moltes coses que passen darrere de les portes que la gent no sap... com si hi ha molt d'estrès que comporta aquest joc. Els forts sobreviuen. La família és bona, però. La vida continua. Aquest és el lema per a mi, la vida continua. Si els meus ulls no estan tancats i no respiro, no em fa mal.> | » |

El 25 de maig de 2014, Waka Flocka es va casar amb Tammy Rivera.
Waka Flocka és un apassionat partidari de l'Atlanta United FC, assistint regularment als partits d'Atlanta, viatjant als partits fora de casa i servint com a ambaixador de l'equip.
El 3 d'octubre de 2020, Waka Flocka va rebre un doctorat honoris causa en filantropia i humanitarisme del Bible Institute of America Theological Seminary, acreditat a la seva caritat i defensa de la salut mental.

## Discografia
- Discografia de Waka Flocka Flame a (anglès)
- Flockaveli (2010)
- Ferrari Boyz (with Gucci Mane) (2011)
- Triple F Life: Friends, Fans & Family (2012)

## Filmography
| Televisió          | Televisió                                     | Televisió          |
| Any                | Film                                          | Rol                |
| ------------------ | --------------------------------------------- | ------------------ |
| 2014               | Black Dynamite                                | Waka Blocka Blaow  |
| 2014; 2016–present | Love & Hip Hop: Atlanta                       | Rol secundari      |
| 2017               | FishCenter Live                               | Rol secundari      |
| 2019               | Marriage Boot Camp: Hip Hop Edition Season 14 | Rol secundari      |
| 2019               | Waka and Tammy Tie the Knot                   | Paper protagonista |
| 2019               | Growing Up Hip Hop: Atlanta Season 3          | Rol secundari      |
| 2020               | Waka & Tammy: What The Flocka                 | Paper protagonista |

## Premis i nominacions
| Any  | Premi                   | Categoria                   | Treball nominat                        | Resultat  |
| ---- | ----------------------- | --------------------------- | -------------------------------------- | --------- |
| 2010 | BET Hip Hop Awards      | Rookie of the Year          | N/D                                    | Nominat   |
| 2010 | BET Hip Hop Awards      | Best Club Banger            | "O Let's Do It"                        | Nominat   |
| 2011 | BET Awards              | Best Collaboration          | "No Hands" (with Roscoe Dash and Wale) | Nominat   |
| 2011 | BET Hip Hop Awards      | Best Club Banger            | "No Hands" (with Roscoe Dash and Wale) | Guanyador |
| 2015 | Much Music Video Awards | EDM/Dance Video of the Year | "Beast" (with Mia Martina)             | Nominat   |